# 莫妮克·梅屈尔
莫妮克·梅屈尔（法語：Monique Mercure，1930年11月14日—2020年5月16日），女，加拿大演员。曾获得1977年戛纳电影节最佳女演员奖。